# 隆赖
隆赖（法語：Lonrai，法語發音：[lɔ̃ʁɛ] ⓘ）是法国奥恩省的一个市镇，位于该省南部，省会阿朗松市区西北，属于阿朗松区。

## 地理
隆赖（48°27'36"N, 0°2'24"E）面积6.14 平方千米，位于法国诺曼底大区奧恩省，该省份为法国西北部内陆省份，北起顺时针与卡爾瓦多斯省、厄尔省、厄尔-卢瓦省、萨尔特省、马耶讷省和芒什省接壤。
与隆赖接壤的市镇（或旧市镇、城区）包括：科隆比耶、萨尔特河畔孔代、屈赛、达米尼、帕塞。

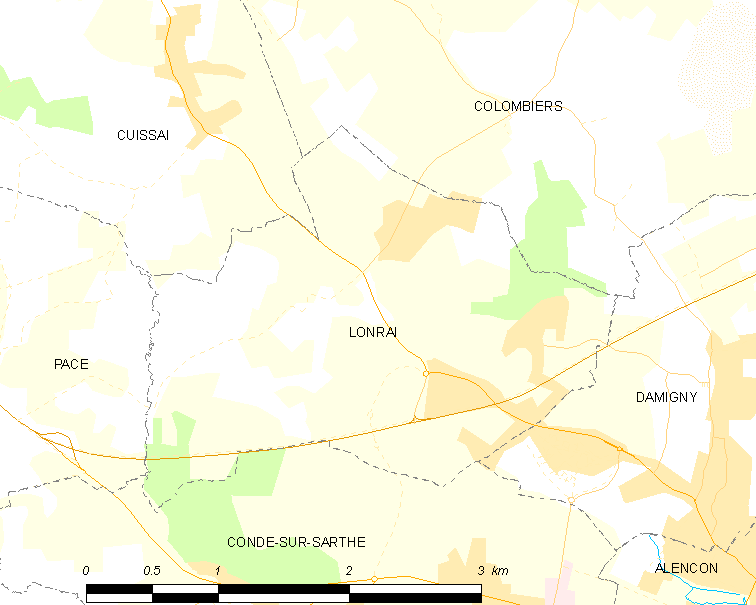
隆赖的OSM定位图

隆赖的时区为UTC+01:00、UTC+02:00（夏令时）。

## 行政
隆赖的邮政编码为61250，INSEE市镇编码为61234。

## 政治
隆赖所属的省级选区为达米尼县。

## 人口

1962-2008年间隆赖人口变化图示

隆赖于2022年1月1日时的人口数量为1084人。